# بوبي والاس (لاعب كرة قاعدة)
بوبي والاس (بالإنجليزية: Bobby Wallace)‏ هو لاعب كرة قاعدة أمريكي، ولد في 4 نوفمبر 1873 في بيتسبرغ في الولايات المتحدة، وتوفي في 3 نوفمبر 1960 في توررانسي في الولايات المتحدة.

## وصلات خارجية
- بوبي والاس على موقع دوري كرة القاعدة الرئيسي (الإنجليزية)
- بوبي والاس على موقعبيزبول رفرنس.كوم (الدوري الرئيسي) (الإنجليزية)
- بوبي والاس على موقعبيزبول رفرنس.كوم (الدوري الثانوي) (الإنجليزية)
- بوبي والاس على موقع جمعية أبحاث البيسبول الأمريكية (الإنجليزية)
- بوبي والاس على موقع إي إس بي إن.كوم (أم.أل.بي) (الإنجليزية)
- بوبي والاس على موقع مشجعي الرسوم البيانية (الإنجليزية)
- بوبي والاس على موقع قاعة مشاهير كرة القاعدة (الإنجليزية)